# IC 3813
 IC 3813 ist ein linsenförmige Galaxie vom Hubble-Typ SB0 im Sternbild Wasserschlange, welche etwa 139 Millionen Lichtjahre von der Milchstraße entfernt ist.
Das Objekt wurde am 1. Januar 1898 vom Astronomen Lewis Swift entdeckt.